# Léon Elchinger
Ne doit pas être confondu avec Léon-Arthur Elchinger.
Léon Elchinger, né le 3 décembre 1871 à Soufflenheim en Alsace annexée par l'Empire allemand, et mort le 8 février 1942 à Soufflenheim, Bas-Rhin, est un céramiste et homme politique allemand puis français  qui fait partie du cercle de Saint-Léonard.

## Biographie
Il est le père de Léon-Arthur Elchinger, évêque de Strasboug.

## Quelques œuvres de Léon Elchinger
- 1892, il reçoit d'Anton Seder la mission de transposer en céramique les projets de décoration de la façade de l'École des Arts décoratifs.
- 1900, il participe à l'exposition internationale de Paris
- 1902, Léon Elchinger participe à l'exposition internationale de Turin.

### Le Cercle de Saint Léonard

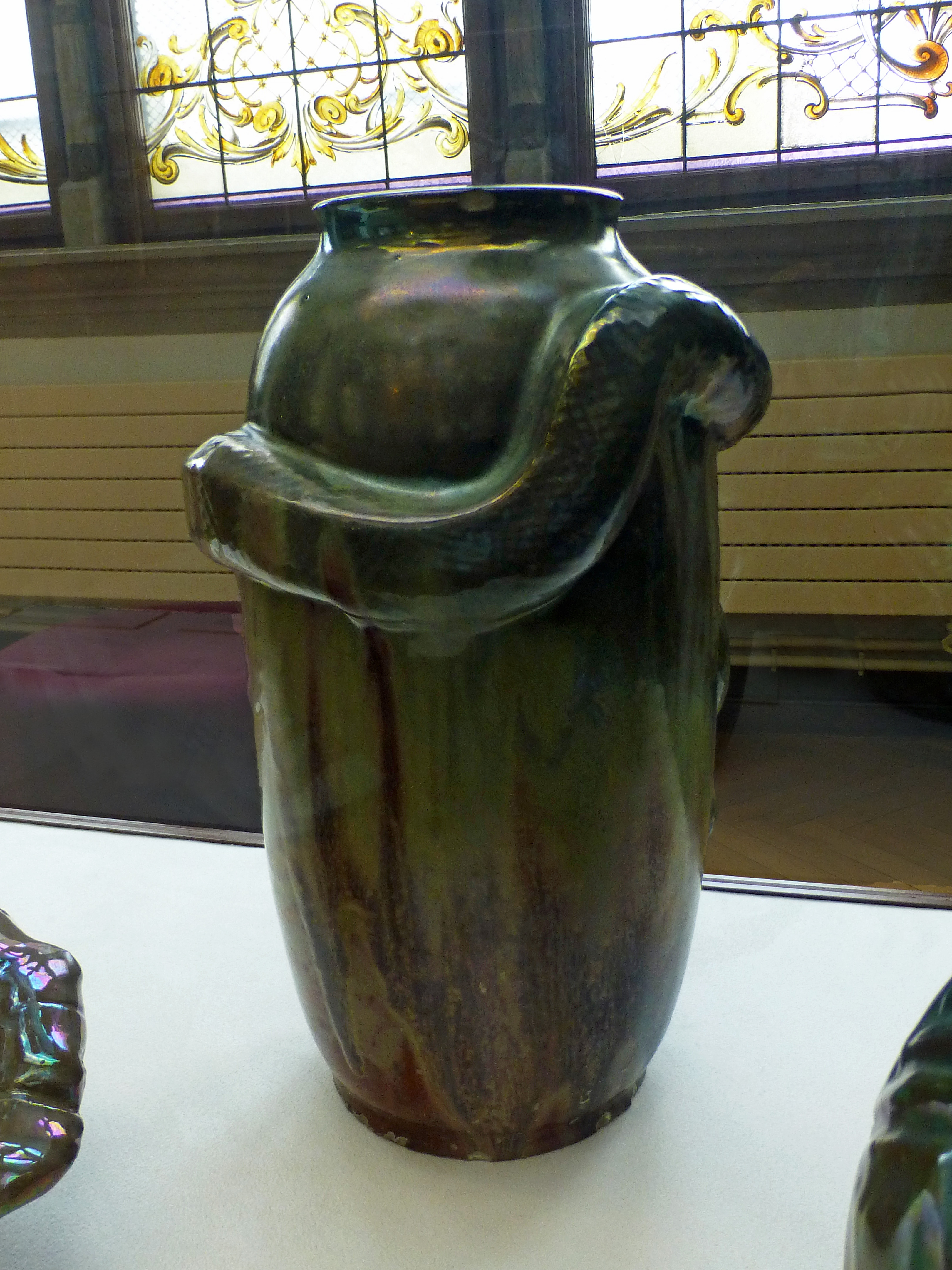
Léon Elchinger-Grès flammé
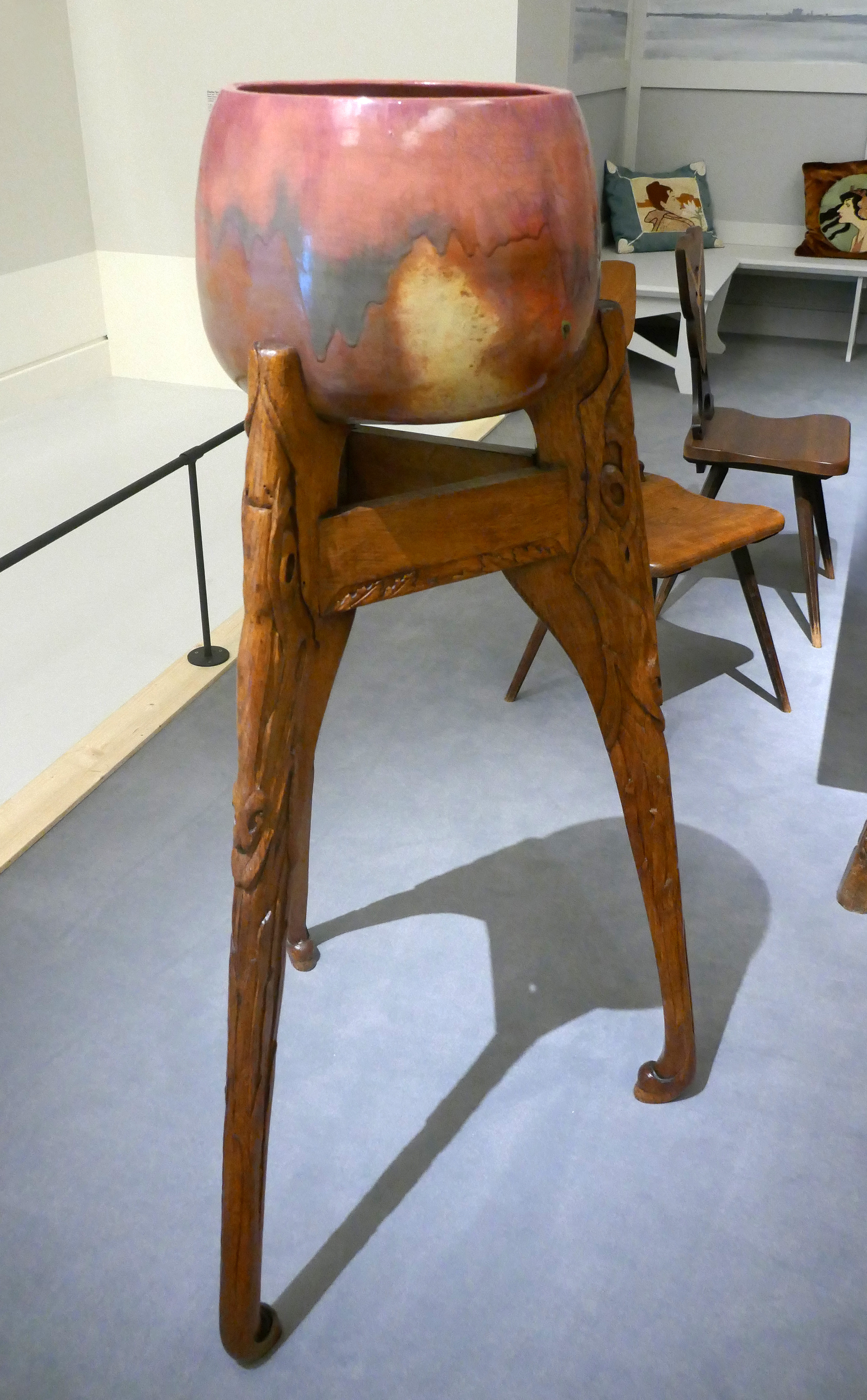
Trépied de Spindler et cache-pot d'Elchinger.
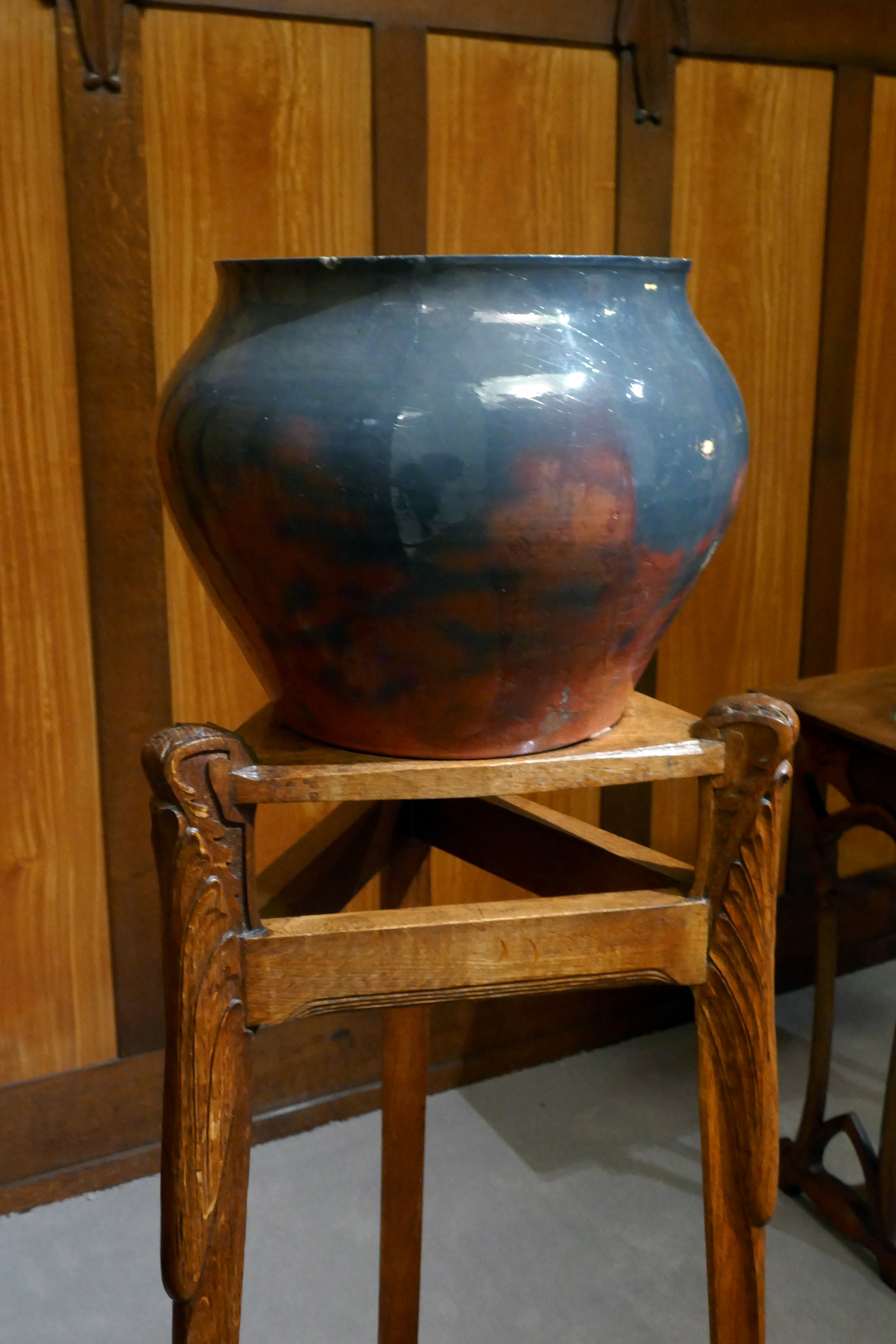
Trépied de Spindler et cache-pot d'Elchinger.

### La collaboration avec Ringel d'Illzach

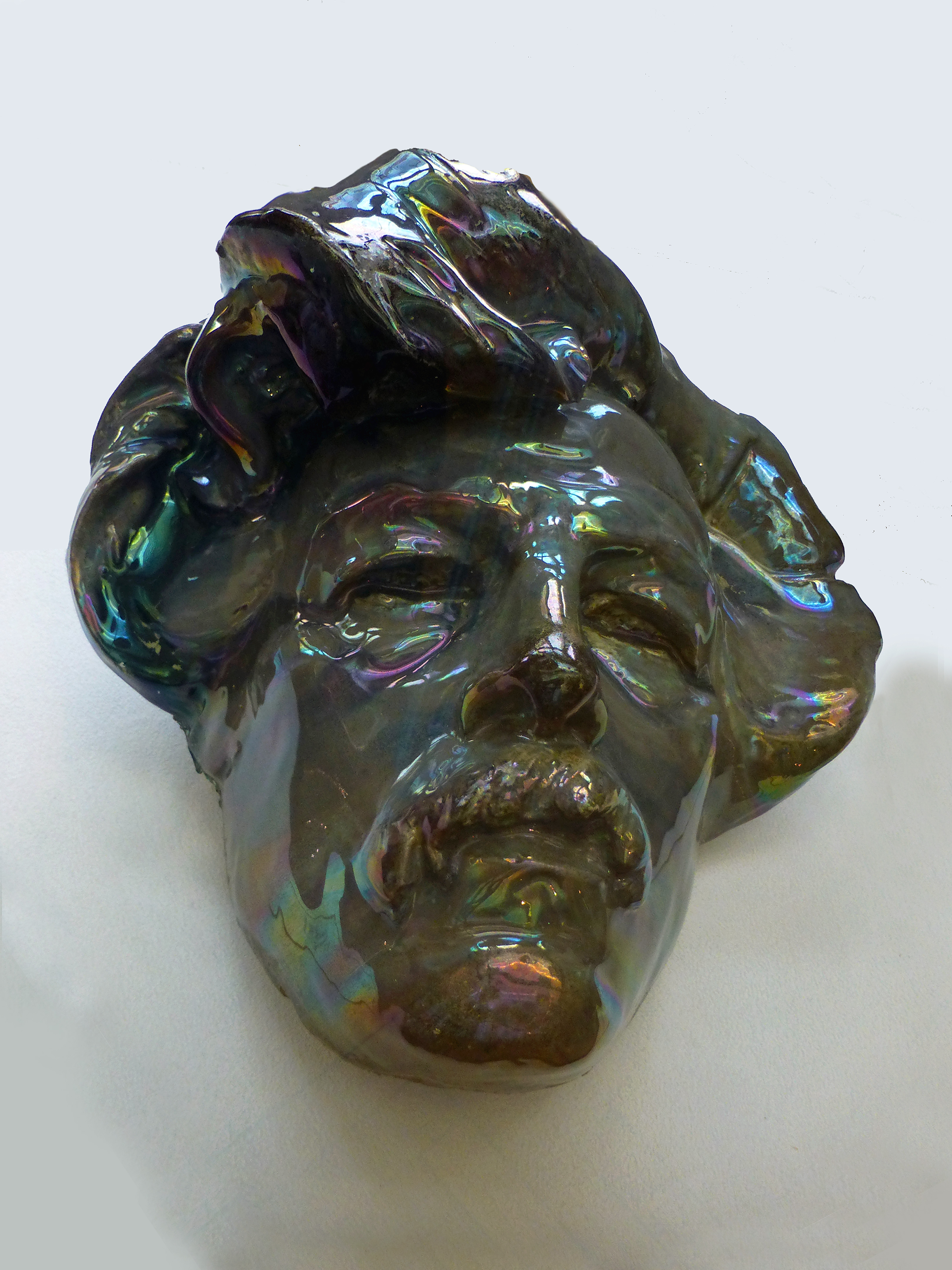
Léon Elchinger-Masque du poète Maurice Rollinat
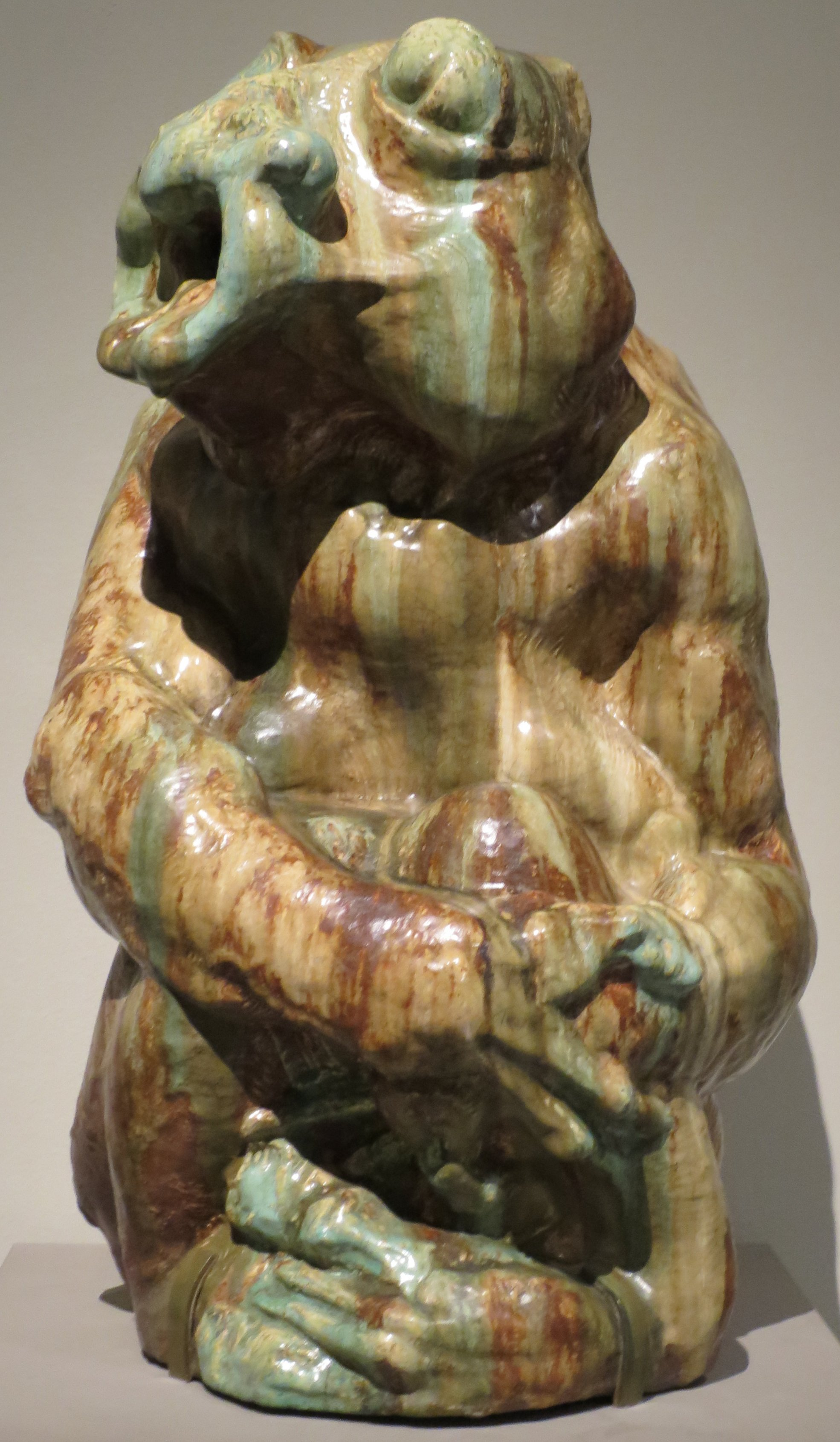
Chimère de Jean Désiré Ringel d'Illzach, 1905